# Lee Aaker
Lee William Aaker est un acteur américain, né le 25 septembre 1943 à Inglewood en Californie et mort le 1er avril 2021 près de Mesa en Arizona.
Enfant-acteur, il incarne notamment le personnage du jeune caporal Rusty dans la série Rintintin (1954-1959).

## Biographie

### Carrière
En 1952, Lee Aaker fait ses débuts à la télévision américaine dès l'âge de 8 ans dans le film Le Plus Grand Chapiteau du monde de Cecil B. DeMille et Le train sifflera trois fois de Fred Zinnemann. La même année, il tourne dans une séquence du film La Sarabande des pantins de Henry Hathaway et dans Le Vol du secret de l'atome (The Atomic City) de Tommy Adison.
En 1953, il joue le rôle du fils de Geraldine Page dans Hondo, l'homme du désert de John Farrow, avec John Wayne. Il apparaît successivement dans La Plage déserte (1953) avec Barbara Stanwyck, dans Arena (1953) de Richard Fleischer avec Gig Young, dans Mister Scoutmaster (en) (1953) avec Clifton Webb et dans Ricochet Romance (1954) de Charles Lamont avec Marjorie Main.
En 1953-1954, il est parmi les nombreux enfants-acteurs auditionnés pour le rôle de Jeff Miller de la série télévisée Lassie. Ce rôle est finalement attribué à Tommy Rettig. Deux semaines plus tard, il obtient le rôle du caporal Rusty dans la série Rintintin, avec pour co-vedette James Brown. Aaker et Rettig conserveront des relations amicales après la série.

### Vie privée
Adulte, ne pouvant trouver du travail en tant qu'acteur, Lee Aaker s'implique tout d'abord comme producteur, abandonne ensuite le milieu du spectacle pour devenir charpentier, puis devient moniteur de ski dans le cadre de Mammoth Lakes près du Parc national de Yosemite en Californie.

### Mort
Lee Aaker meurt le 1er avril 2021 à l'âge de 77 ans, des suites d'un accident vasculaire cérébral (AVC) dans la ville de Mesa en Arizona.

## Filmographie

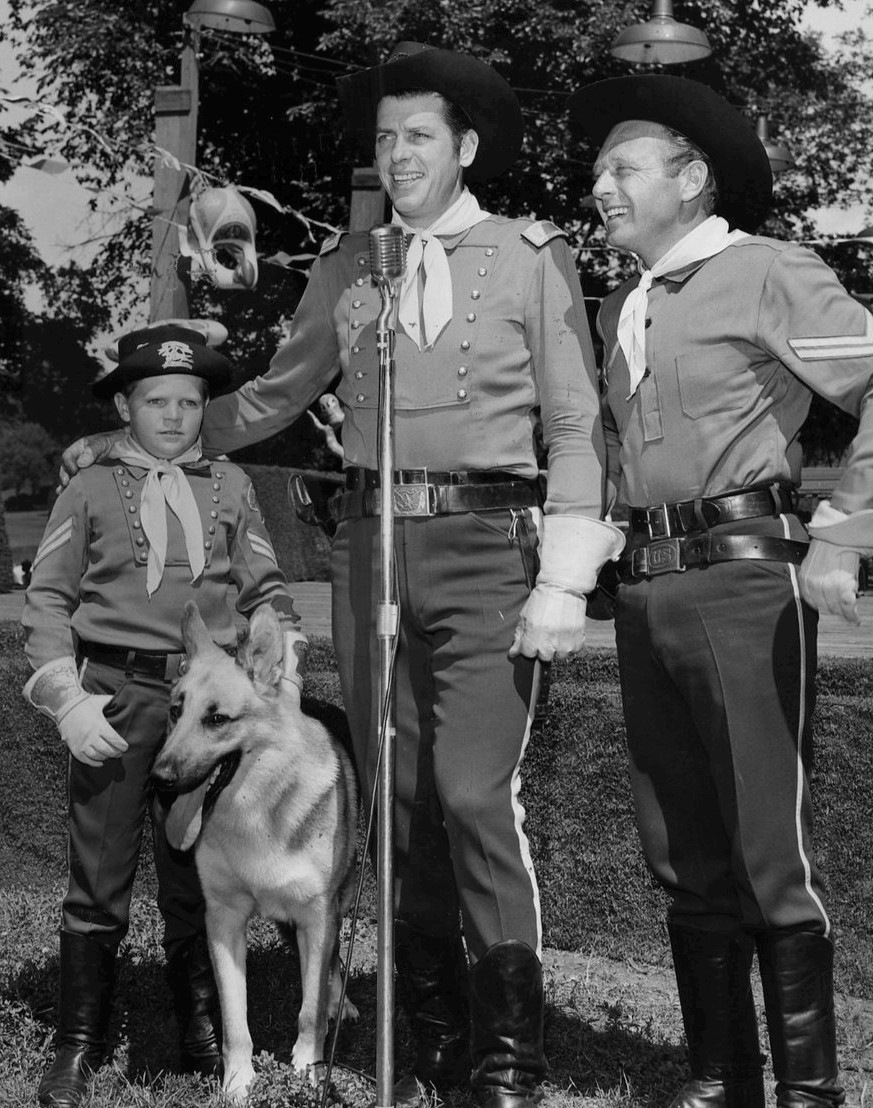
Lee Aaker avec le chien Rintintin et les acteurs James Brown et Rand Brooks, en 1956.

### Cinéma
- 1951 : Benjy (court métrage documentaire)
- 1952 : Desperate Search (en) de Joseph H. Lewis : Don Heldon
- 1952 : Sous le plus grand chapiteau du monde de Cecil B. DeMille : le garçon
- 1952 : L'Ivresse et l'Amour de George Stevens : Alternate Boy
- 1952 : My Son John de Leo McCarey : le garçon
- 1952 : Le Vol du secret de l'atome de Jerry Hopper : Tommy Addison
- 1952 : No Room for the Groom (en) de Douglas Sirk : Donovan
- 1952 : Le train sifflera trois fois de Fred Zinnemann : le garçon
- 1952 : La Sarabande des pantins de Henry Hathaway : J. B. Dorset, alias Red Chief (The Ransom of Red Chief)
- 1952 : Hans Christian Andersen et la Danseuse de Charles Vidor : le jeune garçon
- 1953 : La Plage déserte de John Sturges : Bobby Stilwin
- 1953 : Take Me to Town de Douglas Sirk : Corney
- 1953 : Arena de Richard Fleischer : Teddy Hutchins
- 1953 : Mister Scoutmaster (en) de Henry Levin : Arthur
- 1953 : Un lion dans les rues de Raoul Walsh : Johnny Briscoe
- 1953 : Hondo, l'homme du désert de John Farrow : Johnny « Small Warrior » Lowe
- 1954 : Chevauchée avec le diable de Jesse Hibbs : le garçon
- 1954 : Le Raid d'Hugo Fregonese : l'ami de Larry
- 1954 : Les Fils de Mademoiselle de Robert Z. Leonard : Michael Elliott
- 1954 : Ricochet Romance de Charles Lamont : Timmy Williams
- 1954 : Le Nettoyeur de George Marshall : Eli Skinner
- 1954 : Mardi, ça saignera d'Hugo Fregonese : le petit garçon
- 1955 : Spin and Marty: The Movie : Russel the Muscle
- 1956 : Derrière le miroir de Nicholas Ray : Joe
- 1957 : The Challenge of Rin Tin Tin de Robert G. Walker : Rusty
- 1963 : Bye Bye Birdie de George Sidney : le chef des étudiants

### Séries télévisées
- 1954-1959 : Rintintin : le caporal Rusty
- 1955 : The Adventures of Spin and Marty : Russell
- 1959 : Moochie of the Little League : Chuck Taylor
- 1962 : The Mooncussers (en) : Willy

## Récompenses et distinctions
- Golden Boot Awards 2005 : prix des Enfants de l'Ouest (Kids of the West)[4].